# Schmetterlingsdach

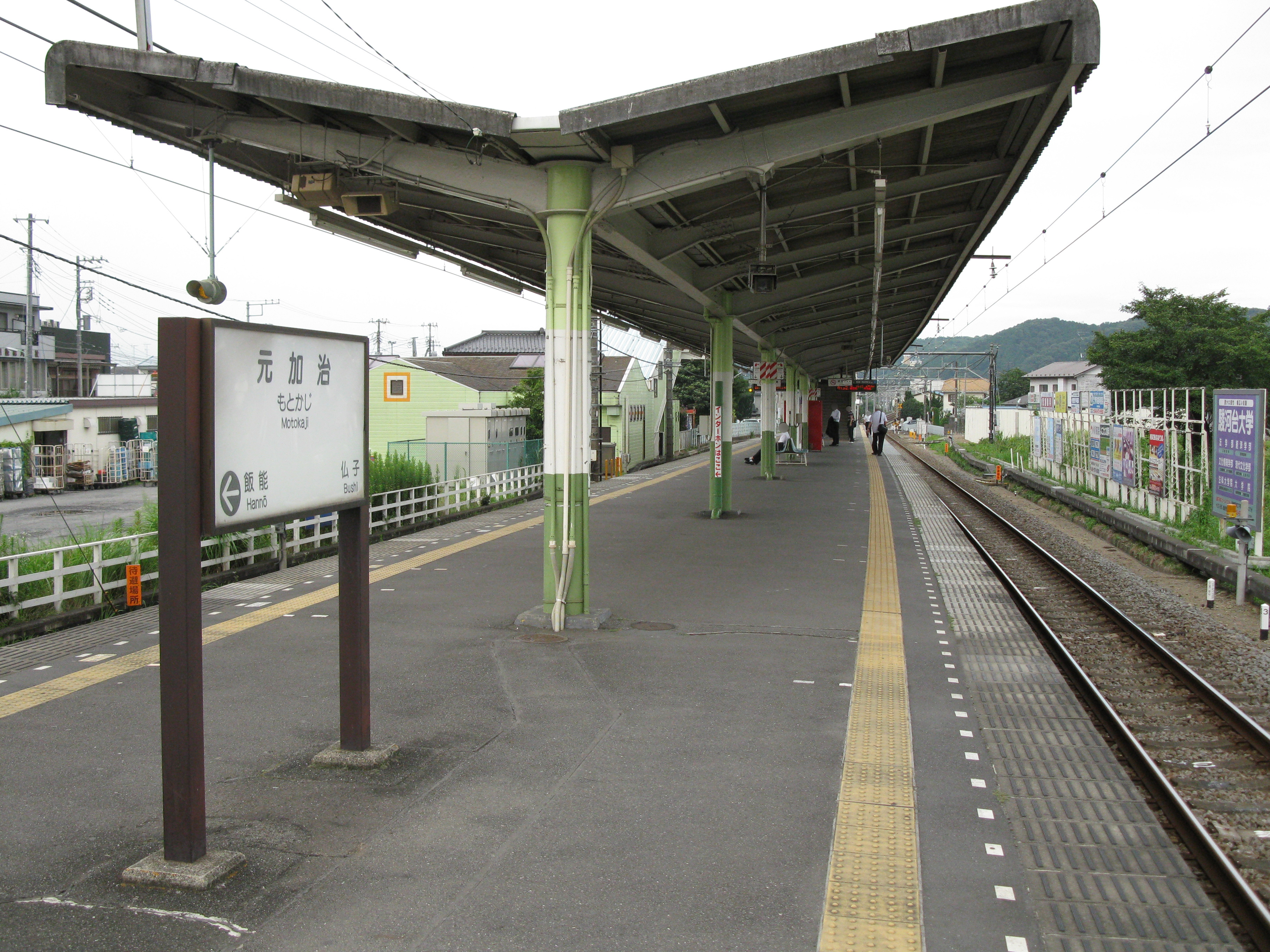
Ein Schmetterlingsdach als Bahnsteigüberdachung (Bahnhof Motokaji, Iruma, Japan)

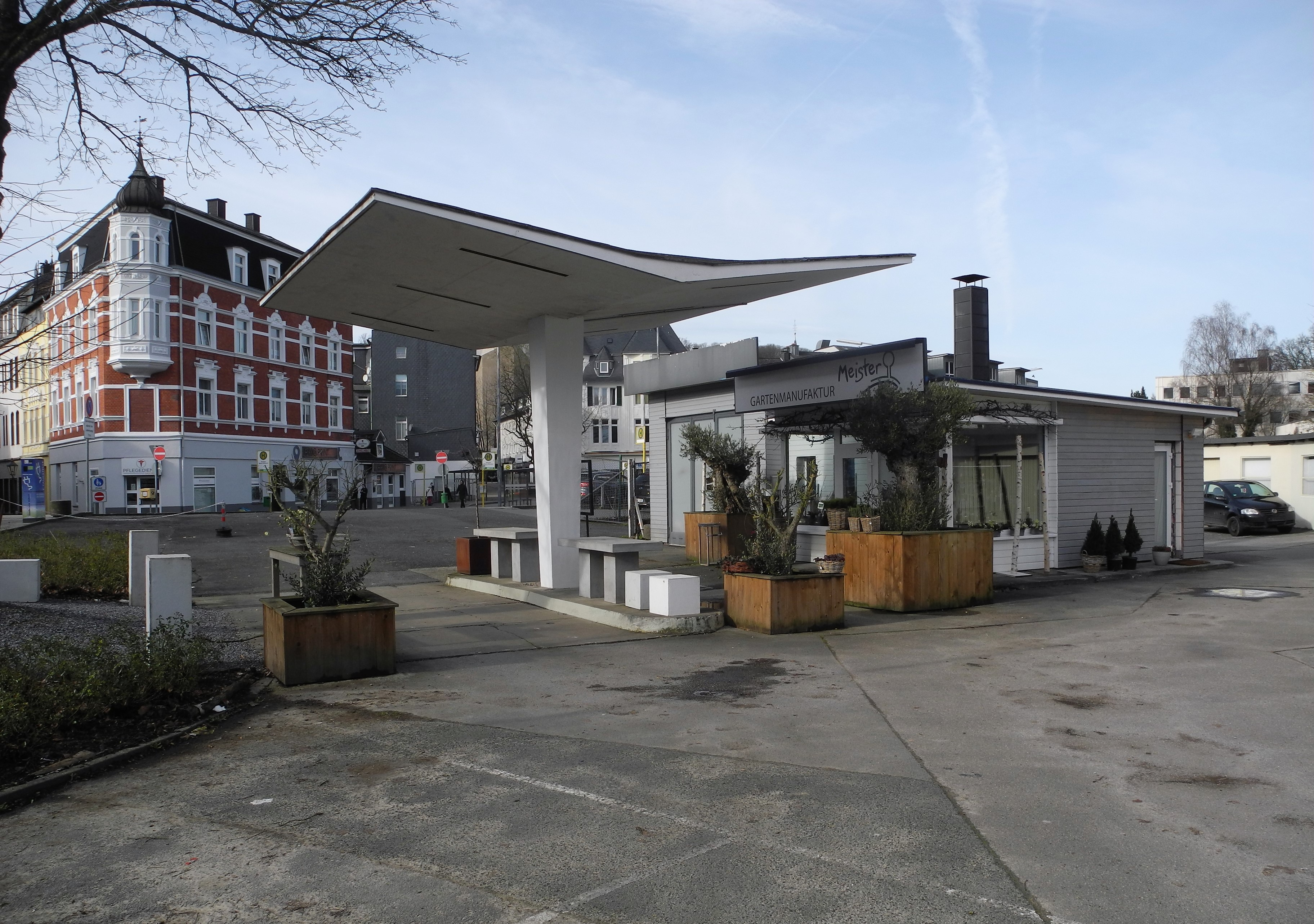
Schmetterlingsdach an einer ehemaligen Tankstelle (Velbert)

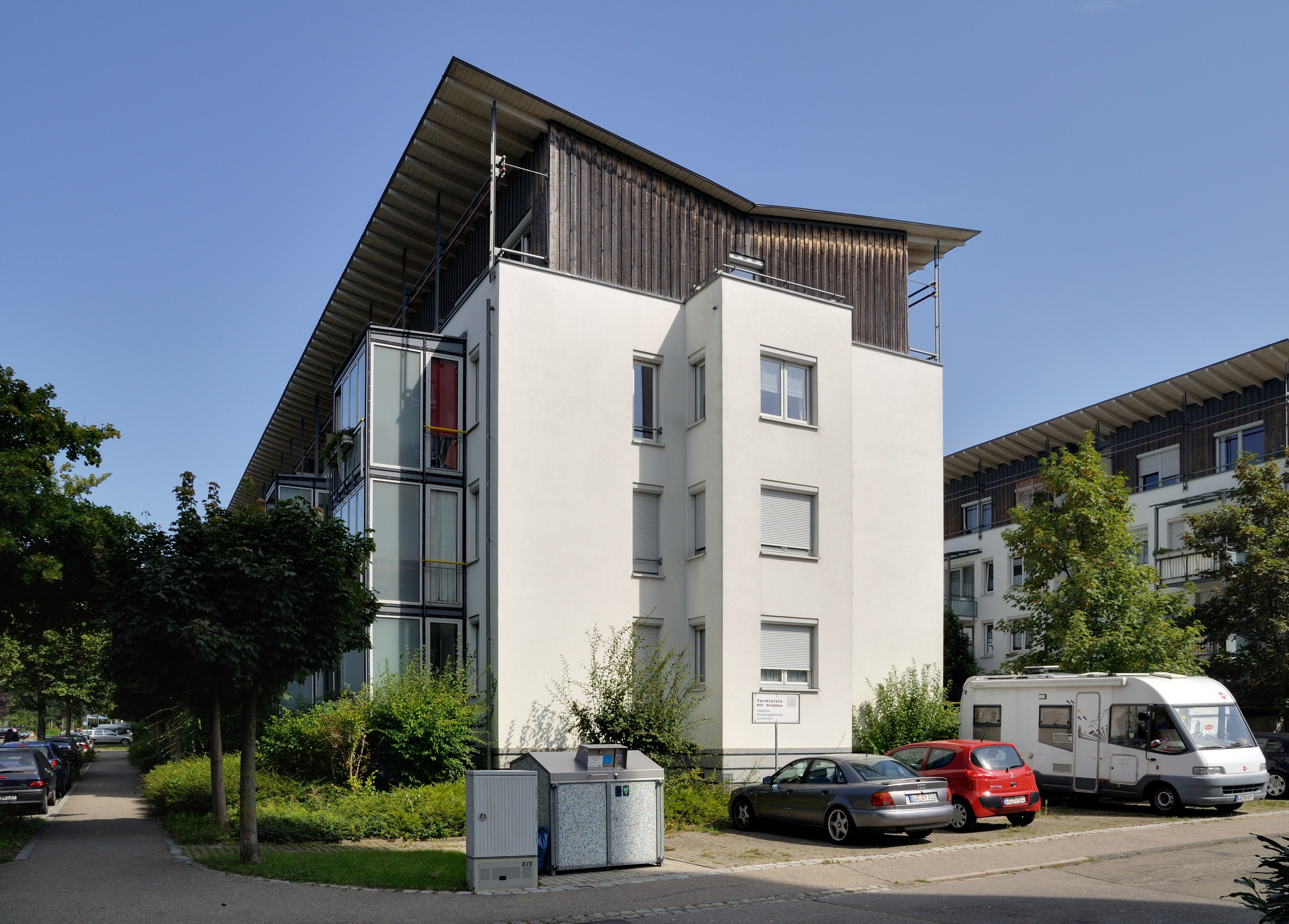
Wohnhaus mit Schmetterlingsdach (Wohnanlage Stadion in Lörrach)

Das Schmetterlingsdach ist eine Dachform, bei der die Dachflächen im Gegensatz zum Satteldach V-förmig nach innen abwärts geneigt sind; sie stoßen also anstatt oben im Dachfirst vielmehr unten in einer Zwischenrinne aneinander. Von den Schmalseiten aus betrachtet ähnelt die Dachform gespreizten Schmetterlingsflügeln, daher der Name.
Die begriffliche Trennung zum ähnlichen Grabendach ist unscharf, doch ist das Schmetterlingsdach an den Giebel- und Firstseiten eher offen und auskragend ausgebildet.

## Anwendungen
Häufig zur Anwendung kam und kommt die Dachform der Schmetterlingsdächer bei Flugdächern, insbesondere aber bei freistehenden Wetterschutzdächern und dort (in Deutschland seit den 1920er-Jahren) vor allem als Systemdach bei Bahnsteigdächern.
Weitere Anwendungsgebiete sind z. B. Flugdächer an Tankstellen oder Grenzabfertigungsanlagen. Hierbei wird das Dach in der Regel durch eine Reihe von Stützen in der Dachmitte getragen, so dass an den Rändern keine Stützen beim Besteigen eines Zuges beziehungsweise beim Betanken oder Kontrollieren eines Fahrzeugs im Weg sind. Eine ästhetische Funktion erfüllt ein als Flugdach umgesetztes Schmetterlingsdach, das scheinbar über einem Gebäude schwebt, d. h. zwischen dem obersten geschlossenen Geschoss des Gebäudes und dem Flugdach gibt es ein Luftgeschoss.
Schmetterlingsdächer werden vergleichsweise selten bei Wohngebäuden verwendet; man findet sie erst ab der zweiten Hälfte des 20. Jahrhunderts. Dies hängt damit zusammen, dass die Konstruktion des Schmetterlingsdachs technische Schwierigkeiten mit sich bringt: Anstatt dass Regenwasser vom Gebäude weggeleitet wird, sammelt es sich beim Schmetterlingsdach in einer zentralen Rinne über der Mittelachse des Gebäudes, um von dort dann über die beiden Enden (meist über Fallrohre) abgeleitet zu werden. Manchmal findet sogar eine innen liegende Entwässerung durch das Gebäude statt. Bei starkem Regen kann sich schnell Wasser über der Gebäudemitte aufstauen und eventuell undichte Stellen so zu großen Wasserschäden führen. Die Räumung von Schnee ist ebenso problematisch. Das Schmetterlingsdach stellt somit höhere Ansprüche an das Dachmaterial und verlangt einen größeren Wartungsaufwand als viele andere Dachformen. Ähnliche konstruktiv bedingte Schwierigkeiten gibt es bei der verwandten Form des Grabendachs. Jedoch kann ein Schmetterlingsdach insbesondere in tropischen Gefilden auch als Mittel zur besseren Luftzirkulation im Innenraum dienen.
Ein Ausführungsbeispiel in der Wohnhausarchitektur ist das Ensemble Kreuzberg Tower, das der New Yorker Architekt John Hejduk (1929–2000) für die Internationale Bauausstellung 1987 in Berlin entwarf.